# Madha
Koordinaten: 25° 18′ N, 56° 17′ O
Madha (arabisch مدحاء, DMG Madḥāʾ) ist ein Distrikt des Sultanats Oman und gehört zum Gouvernement Musandam. Seine Besonderheit liegt darin, dass er komplett vom Gebiet der Vereinigten Arabischen Emirate umschlossen ist und somit eine Exklave bildet. Seine Größe beträgt 77,7 km². Die Grenze wurde 1969 endgültig festgelegt. Der Distrikt liegt ungefähr auf halbem Weg zwischen dem Hauptgebiet Omans und einer weiteren Exklave des Omans, der Halbinsel Musandam. Er hat zu beiden einen Abstand von ca. 40 Kilometern. Die nordöstliche Ecke der Exklave liegt nur ca. 10 Meter entfernt von der Hauptküstenstraße, die hier aber mehrere Kilometer im Landesinneren verläuft. 
Die Stadt Neu Madha (25° 17′ N, 56° 20′ O) bildet das administrative Zentrum der Exklave.
Innerhalb dieses Gebietes gibt es wiederum eine winzige Enklave zweiter Ordnung; die Ortschaft Nahwa gehört zum Emirat Schardscha der Vereinigten Arabischen Emirate und hat etwa 40 Häuser. 
Zur Volkszählung am 7. Dezember 2003 lebten in Madha 2260 Einwohner, davon 706 Ausländer. Am 12. Dezember 2010 wurden 3258 Einwohner auf einer Fläche von 77,7 km² gezählt. Davon entfielen 1823 auf den gleichnamigen Hauptort Madha.